# Mikael Madeg
Mikael Madeg, né le 4 janvier 1950 à Courbevoie, est un écrivain français de langue bretonne. Son style se nourrit du breton tel qu'il est parlé dans le Pays de Léon, où il réside. Il est également connu pour son travail de collectage et de publication consacré à la langue bretonne, à la toponymie et à l'anthroponymie. 

## Biographie
Parallèlement à sa production littéraire, il a publié de nombreux ouvrages consacrés aux surnoms surtout ceux de Bretagne, mais aussi des introductions à ce sujet concernant la Normandie, l'Écosse et le pays de Galles, à la toponymie du Léon, ainsi que sur des sujets tels que les algues, les talus, le bilinguisme précoce familial. Sa collaboration avec Per Pondaven et Yann Riou a permis de répertorier environ 20 000 toponymes du littoral léonard, accompagnés de la prononciation, recueillis durant une vingtaine d'années d'enquêtes au sein de la population.
L'été 2006, l'auteur a publié son centième ouvrage et son 140e titre au début 2012. Parmi ses livres publiés, 95 sont en breton. Après une carrière dans l'Éducation nationale (à enseigner l'anglais puis le breton, à Chateaulin, puis enfin l'anglais de nouveau à Brest), il a pris sa retraite et se consacre désormais à l'écriture à temps plein de même qu'à l'édition, publiant actuellement 4 ou 5 livres nouveaux par an.
Il est lauréat du prix Prix Sten Kidna en 2016 pour son roman Dispac'h dont l'action se déroule lors de la Révolution française.

## Œuvres
1975 : 
- Barzonegou

1977 :
- Barzonegou hag advarzonegou

1978 : 
- Dañjerus ? Tamm ebed !

1980 : 
- Bezhin e Bro- Leon
- Pemp troad ar maout

1981 : 
- Leor lesanoiou Leon 1: Gorre-Leon ha Bro-Chelgenn

1982 : 
- Du a gwyn / Gwenn ha du. Anthologie bilingue (gallois-breton)

1983 : 
- Doareoù an Ankou

1984 : 
- Danevellou gouezeleg euz Bro-Skos

1985 : 
- Margodig an Dour eienenn
- Leor lesanoiou Leon 1: Gorre-Leon ha Bro-Chelgenn(eil mouladur)
- Leor lesanoiou Leon 2: Goueled-Leon ha Bro-Bagan
- Margodig an Dour Yen

1986 : 
- Desevel bugale e brezoneg, Brest : Emgleo Breiz , 1986

1987 : 
- Yann e Vaz Houarn
- Ul lévrad lesanùeu a Vro-Gwened
- Ar seiz posubl
- Ar peroked

1988 : 
- Barzaz
- C’hweh kontadenn verr euz Arvor Bro Vigouden
- O Breiz va bro!
- Nozvez ar hig-ha-farz
- Mab an Dig: eur choaz euz e skridou brezoneg (levrenn genta)
- Tra ma vo mor

1989 : 
- Mab an Dig : eur choaz euz e skridou brezoneg (eil levrenn)
- En tu all da Vor Breizh
- Surnoms du Léon

1990 :  
- Gweltaz an Inizi
- Kontadennou euz Gorre-Leon
- Kontadennou euz Bro-Bagan hag an harzou
- Sell a-dreñv war eun oberenn

1991 : 
- Kontadennou euz Goueled-Leon
- Kontadennou euz Plougastel (ha Lannurvan)
- Laboused e Bro-Leon
- Arvoriz

1992 : 
- Renabl anoiou lehiou inizi kornog Bro-Leon
- Ar Vougou
- Kleuziad ha kaea
- Poent’zo bet e Bro-Leon

1993 : 
- Sarmoniou e brezoneg Leon
- Eun tañva euz brezoneg Bro-Leon
- Bezin e Bro-Leon
- Kontadennou euz Bro-Gwened
- Kontadennou euz Bro-Dreger ha Bro-Ouelo
- Kontadennou euz traoñ Kerne

1994 : 
- Kontadennou euz meneziou Kerne
- Blaz keltieg

1995 : 
- Etre an Aber hag an Aberig

1996 : 
- Renabl anoiou ruiou ha plasennou Bro-Leon
- Renabl anoiou kêriadennou Bro-Leon hag o distagadur
- Such were the days

1997 :
- Blaz ar brezoneg
- Poent’zo bet e Bro-Leon 2
- Etre an Aberig hag aod vraz Lambaol
- Glaz ha gliz an hañvez-se
- Etre Enez Trevoc’h hag an Aber Ac’h

1998 :
- Surprenants surnoms Bretons
- Leor lesanoiou gouezeleg Bro-Skos

1999 :
- Dre al lano hag an tre
- Etre Elorn ha Porz Skaf
- Bro Leon ennon

2000 :
- Etre ar Vougo hag Enez Kerlouan
- Etre Enez Kerlouan hag an Aod Veur

2001 :
- Anoiou parreziou Bro-Leon hag o distagadur
- Poent’zo bet e Bro-Leon 3
- Eul leoriad lesanoiou euz Bro-Dreger ha Bro-Ouelo, Brest : ar Skol vrezoneg : Emgleo Breiz
- We thought would never end, Brest : "Brud nevez" : Emgleo Breiz , 2001
- Plounemzao, Brest : "Brud nevez" : Emgleo Breiz
- Leor lesanoiou Kerne: Bro Rouzig
- Surnoms du pays pagan, Saint-Thonan, Embann Kêredol

2002 :
- Etre an Aod Veur ha Kanol ar Porz Nevez
- Leoniz, Brest : Emgleo Breiz : "Brud nevez"
- Dornskrid Sant Jakez, Brest : Emgleo Breiz-ar Skol vrezoneg
- Poent’zo bet e Bro-Leon 4

2003 :
- Glepoh eged ar glao, Sant-Tounan [i.e. Saint-Thonan]
- Surnoms Bretons des cantons de Saint-Renan, Plouzané et Ouessant
- Surnoms bretons du pays "Na Leon na Kerne" (canton de Daoulas), Saint-Thonan : Kêredol
- Pemdez-dibemdez, Brest : Emgleo Breiz
- Surnoms bretons du pays « Na Leon na Kerne »

2004 :
- Sibirill, Santeg, Plougouloum
- Rosko, Kastell-Paol
- Bae Montroulez
- Tro Enez Eusa
- An enezeier
- Poent’zo bet e Bro-Leon 5
- Poent’zo bet e Bro-Leon 6
- Surnoms Bretons du pays Chelgenn
- Légendes d’Ouessant
- Choix de surnoms bretons du pays vannetais
- Surnoms bretons du pays "Chelgenn", Saint-Thonan : Embann kêredol

2005 :
- Leor lesanoiou Kerne : Arvor su Bro-Vigoudenn, [Quimper] : Emgleo Breiz
- Surnoms bretons des pays Chikolodenn et « Etre an daou dreiz », canton de Taulé, Sant-Tounan (i.e.Saint-Thonan) : Embann. Kêredol
- Surnoms bretons du canton de Lesneven, Saint-Thonan : Embann Kêredol
- Bale, n’eo ket dale, Sant-Tounan (i.e.Saint-Thonan) : Embann. Kêredol
- Surnoms bretons entre Brest et Landerneau, Saint-Thonan : Embann Kêredol
- Surnoms bretons des cantons de Plouzévédé et Plouescat, Haut-Léon, Saint-Thonan : Embann Kêredol

2006 :
- Surnoms bretons des cantons de Lannilis et Plabennec, Saint-Thonan : Embann Kêredol ,
- Surnoms bretons du canton de Ploudalmézeau, Saint-Thonan : Embann Kêredol
- Anoiou-badiziant Bro-Leon, Per Pondaven (1962-2008), Yann Riou, Mikael Madeg, Brest : Emgleo Breiz
- Surnoms gallois, Saint-Thonan : Embann Kêredol
- Feunteuniou brudet e Bro-Leon, Brest : Emgleo Breiz
- Découvrir les fontaines du Léon, Brest : Emgleo Breiz
- Introduction à l’étude des surnoms normands, Saint-Thonan : Embann Kêredol
- Eur bloavez truillog, Brest, Emgleo Breiz
- Ur brezelour e oan
- Surnoms gaéliques de l'île de Man, d'Irlande et d'Écosse, Saint-Thonan : Embann Kêredol

2007 :
- Ar fri war ar gloued, Brest : Emgleo Breiz
- Kala-goañv / Tsounami
- Surnoms Bretons de la mer et des marins
- Légendes des côtes du Léon, Saint-Thonan : Embann Kêredol
- Peñse e Bro-Leon
- Ma ! Biskoaz..
- Les saints fondateurs du pays de Léon
- Ça, par exemple, Saint-Thonan : Embann Kêredol

2008 :
- Introduction à l’étude des surnoms individuels, Saint-Thonan : Embann Kêredol
- Bro-Chelgenn ha Montroulez
- Introduction à l’étude des surnoms de Haute-Bretagne, Saint-Thonan : Embann Kêredol
- Légendes du pays pagan
- Légendes du canton de Saint-Pol-de-Léon

2009 :
- Fin din skriva e brezoneg ?
- Légendes du canton de Ploudalmézeau
- Légendes du canton de Saint-Renan et Plouzané
- Anoiou famillou Bro-Leon
- Gwalarn Bro-Leon
- Légendes des Monts d’Arrée

2010 :
- O kinita, Mikael Madeg, Brest : Emgleo Breiz , DL 2010
- Légendes du pays de Landivisiau
- Fantômes et intersignes au pays de Léon
- Traité de prononciation du breton du Nord-Ouest, Brest : Emgleo Breiz , impr. 2010
- Noms de lieux et de personnes du Léon
- Légendes des cantons de Lannilis et Plabennec
- Le grand livre des surnoms bretons, Mikael Madeg, Brest : Emgleo Breiz , DL 2010
- Drôles de surnoms français, Saint-Thonan : Embann Kêredol , impr. 2010
- Kezeg e Bro-Leon
- Légendes du canton de Plouescat

2011 :
- Légendes du pays de Landerneau[6]
- Nan heb e dad
- Légendes de Morlaix à Carantec[7]
- Légendes du canton de Plouzévédé
- Le Pèlerin de la Toussaint
- J’élève mon enfant en breton, Mikael Madeg, Brest : Emgleo Breiz , 2011
- Légendes du pays de Brest

2012 : 
- Le Diable dans le Léon
- Légendes des manoirs et des châteaux du Haut-Léon
- Légendes des manoirs et des châteaux du Bas-Léon
- Légendes de la Vierge Marie dans le Léon
- Légendes du pays de Lesneven
- Pierres légendaires du Léon

2013 :
- Biel Elies : un chanoine au purgatoire, Saint-Thonan : Embann Kêredol , DL 2013
- Bedig Mab an Dig
- Kig-ha-farz, Dastum Bro-Leon, 2013[8]
- Le Petit Monde de Biel Elies[9]
- Légendes du Conquet
- Le Légendaire des chapelles du Léon
- Peurzeski Brezoneg Leon, Brest : Emgleo Breiz , DL 2013
- Fontaines légendaires du Léon

2014 :
- Ar Vicher, Sant Tounan [i.e. Saint-Thonan] : Embann Kêredol , DL 2014
- Dina, setu tout?, Sant-Tounan [i.e. Saint-Thonan] : Embann Kêredol , DL 2014
- Croix légendaires du Léon
- Légendaire des églises du Léon
- Le tour du Léon en 80 légendes
- Dispac'h, Sant-Tounan [i.e. Saint-Thonan] : Embann Kêredol , DL 2014

2015 : 
- Skrivagnerien

2016 :
- Manuel de construction de talus

2017
- Lesanvioù, [Laz] : Keit vimp bev , 2017

2021 :
- Glossaire molénais : Brezhoneg Molenez - Aperçu du breton de Molène', Lannuon [i.e. Lannion] : an Alarc'h embannadurioù , DL 2021'[10]

2023
- Brezhoneg Eusa[11]

### Sources
- Michel Renouard, Nathalie Merrien et Joëlle Méar, Dictionnaire de Bretagne, Rennes, Éditions Ouest-France, 1992, 335 p. (ISBN 2-7373-0825-9, OCLC 463441956, BNF 35507484).
- Dictionnaire  des écrivains bretons du XXe siècle, sous la dir. de Marc Gontard, 2002
- « Légendes de Landerneau par Mikael Madeg », Le Télégramme,‎ 1er février 2011 (ISSN 0751-5928, lire en ligne)